# CSD-Stonewall-Award

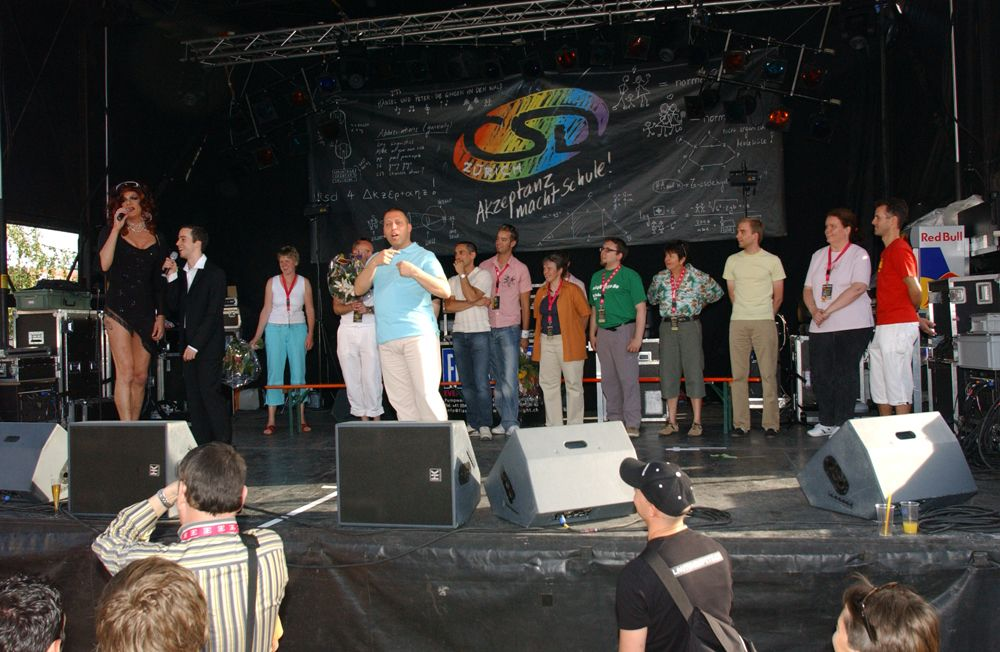
Verleihung des Awards 2006

Der CSD-Stonewall-Award ist ein jährlich anlässlich des Christopher Street Day Zürich verliehener Preis. Das Preisgeld beträgt in der Regel 3000 Schweizer Franken.

## Zweck
Der Preis bezweckt die Förderung von Personen, Gruppen und Projekten, die sich im weitesten Sinn für die gesellschaftliche Akzeptanz und die Gleichberechtigung von Schwulen und Lesben einsetzen. Die Projekte stammen vor allem aus den Bereichen Kultur, Politik und Wissenschaft.

## Geschichte
Der Preis wird seit 1997 verliehen. Zunächst verlieh der Organisator des CSDs, der Verein Gay Pride Christopher Street Day Zürich diesen Preis in Eigenregie. Seit 2002 wird er zusammen mit der Stiftung Stonewall in Zürich finanziert. 2011 fand die bisher letzte Verleihung statt.

## Preisträger
Die bisherigen Gewinner waren:
- 1997: Monika Stocker, Stadträtin Zürich
- 1998: Kurt Aeschbacher, Fernsehmoderator und Verena Grendelmeier, damals Nationalrätin des Landesrings der Unabhängigen
- 1999: Ruth Genner, Nationalrätin aus Zürich, für ihre parlamentarische Initiative „Öffnung der Ehe für Schwule und Lesben“
- 2000: Doris Fiala, damalige Sprecherin der EuroGames 2000 in Zürich und heute FDP-Kantonspräsidentin Zürich
- 2001: Ehepaar Keller vom Verein FELS (Freundinnen, Freunde und Eltern von Lesben und Schwulen)
- 2002: Marianne Bruchez, Organisatorin Pride Sion
- 2003: Die Macher der Ausstellung „Unverschämt – Lesben und Schwule gestern und heute“
- 2004: Schweizerischer Katholischer Frauenbund
- 2005: Veronika Minder, Regisseurin
- 2006: Verein „Ja zum Partnerschaftsgesetz“
- 2007: Wankdorf Junxx, schwul-lesbischer Fanclub des BSC Young Boys[1]
- 2008: Schulprojekt GLL (Gleichgeschlechtliche Liebe Leben)[2]
- 2009: Ernst Ostertag und Röbi Rapp[3]
- 2010: Sunci Nikolic und Fab Syz, Betreiberinnen der Lesben Online Community www.shoe.org.[4]
- 2011: Dr. Erika Volkmar, Fondation Agnodice.[5]